# Viva Santana!
Albums de Santana
Blues for Salvador
(1987) Persuasion
(1989)
Viva Santana! est une compilation du groupe rock latino Santana parue en 1988. La plupart des titres sont des lives et des inédits.

## Titres
| 1.  | Everybody's Everything (1988 Remix)                                   | 3:31  |
| 2.  | Black Magic Woman/Gypsy Queen (1988 Remix)                            | 5:21  |
| 3.  | Guajira (1988 Remix)                                                  | 5:38  |
| 4.  | Jungle Strut (Live Montreux 1971)                                     | 5:30  |
| 5.  | Jingo (1988 Remix)                                                    | 4:14  |
| 6.  | Ballin' (Previously Unreleased Studio Track 1967)                     | 6:26  |
| 7.  | Bambara (Previously Unreleased Zebop! Outtake 1980)                   | 1:27  |
| 8.  | Angel Negro (Previously Unreleased Shango Rehearsal 1982)             | 4:13  |
| 9.  | Incident at Neshabur (Live From Fillmore: The Last Days 1971)         | 5:31  |
| 10. | Just Let the Music Speak (Previously Unreleased Freedom Outtake 1986) | 4:39  |
| 11. | Super Boogie/Hong Kong Blues (Previously Unreleased Live 1985)        | 12:26 |
| 12. | Song of the Wind (Previously Unreleased Live Paris 1977)              | 5:02  |
| 13. | Abi Cama (Live Paris 1983)                                            | 1:49  |
| 14. | Vilato (Live Paris 1983)                                              | 0:44  |
| 15. | Paris Finale (Live Paris 1983)                                        | 3:37  |

| 1.  | Brotherhood (Live 1985)                                   | 4:21 |
| 2.  | Open Invitation (Live San Francisco 1985)                 | 6:21 |
| 3.  | Aqua Marine (Marathon Session Rough Mix 1979)             | 6:47 |
| 4.  | Dance Sister Dance (Baila Mi Hermana) (Live Cal Jam 1978) | 6:38 |
| 5.  | Europa (Earth's Cry Heaven's Smile) (Live Japan 1979)     | 7:11 |
| 6.  | Peraza I (Previously Unreleased Rehearsal Jam 1985)       | 2:41 |
| 7.  | She's Not There (Live 1985)                               | 4:21 |
| 8.  | Bambele (Previously Unreleased Live Winterland 1973)      | 2:50 |
| 9.  | Evil Ways (Original Version)                              | 3:54 |
| 10. | Daughter of the Night (Havana Moon Rehearsal 1982)        | 4:50 |
| 11. | Peraza II (Previously Unreleased Rehearsal Jam 1985)      | 1:25 |
| 12. | Black Magic Woman/Gypsy Queen (Live Montreal 1982)        | 6:24 |
| 13. | Oye Como Va (Live Montreal 1982)                          | 4:13 |
| 14. | Persuasion (Live Woodstock 1969)                          | 2:51 |
| 15. | Soul Sacrifice (Live Woodstock 1969)                      | 8:49 |